# Большой Текловаям
Большой Текловаям — река на полуострове Камчатка. Протекает по территории Быстринского района Камчатского края России. Ранее по реке проходила административная граница между Камчатской областью и Корякским автономным округом.
Длина реки — 54 км, площадь бассейна 599 км². Берёт исток у подножия сопки Стланиковая, протекает в широтном направлении до впадения в реку Хайрюзова справа.
Название в переводе с корякского Тыӄлаваям — «тополёвая река».
Воды реки являются нерестом лососёвых.

## Притоки
Объекты перечислены по порядку от устья к истоку.
- Бригадный
- река без названия
- Ленивый
- Кальры
- река без названия
- Стремительный

По данным государственного водного реестра России относится к Анадыро-Колымскому бассейновому округу.